# Желатиносрібний фотопроцес

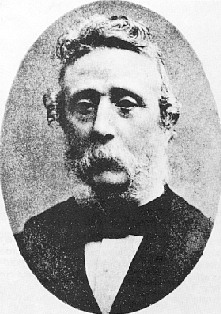
Винахідник сухого фотопроцесу Річард Ліч Меддокс

Желатиносрібний фотопроцес — сучасний фотографічний процес, заснований на використанні желатину як сполучного елемента для світлочутливих галогенідів срібла. Фотоемульсія такого складу, нанесена на підкладку зі скла, паперу або гнучкої плівки, зберігає світлочутливість та придатність для лабораторної обробки протягом багатьох років. Технологію розробив 1871 року Річард Меддокс та вдосконалив 1878 року Чарльз Беннетт. За іншими даними фотографічну емульсію на основі желатину вперше отримав 1850 року Роберт Бінгем у Великій Британії. Процес допускає використання будь-яких галогенідів срібла, але часто згадується під назвою суха броможелатинова емульсія досконаліша альтернатива попередній технології. Мокрий колодієвий процес вимагав експонування та лабораторної обробки фотоматеріалу негайно після приготування, значно ускладнюючи фотографування. Переважна більшість сучасних фотоматеріалів, зокрема й кольорових, ґрунтуються на желатиносрібній технології.

## Історична довідка
Попередня технологія фотографії, заснована на використанні вологого колодію, була недосконалою, змушуючи фотографів навіть у експедиції носити з собою похідну фотолабораторію. На рубежі 1870-их і 1880-их років англійський лікар Річард Меддокс, який займався мікрофотографією, зробив спроби замінити незручний колодій, ефірний запах якого ледь зносив. Вибір він зупинив на желатині, який до цього вже пропонували як сполучне середовище Віктор Ньєпс та Альфонс Пуатвен. У сухому стані він має високу міцність, а під час намокання розбухає, безперешкодно пропускаючи до мікрокристалів фотореактиви. Ще важливішим відкриттям стала фотографічна активність желатину, а також можливість підвищення світлочутливості його суміші з галогенідом срібла в тисячі разів нагріванням протягом певного часу. Цей процес, який винайшов 1878 року Чарльз Беннетт, отримав назву фізичного дозрівання емульсії, і дозволив отримати фотопластинки з недоступною для попередніх технологій чутливістю. Вже через рік Джордж Істмен зібрав першу машину для поливу желатиносрібної емульсії на скляну підкладку, заснувавши «Компанію сухих пластинок Істмена». Згодом підприємство перетворилося на світового лідера з випуску світлочутливих матеріалів Eastman Kodak.
Поява нової фотоемульсії зробила справжню революцію не тільки у фотографії, але й у багатьох інших галузях. Фотографи тепер могли знімати в будь-яких місцях, взявши з собою запас фотоматеріалу, який залишається придатним багато місяців і років. Іншою важливою інновацією став початок виробництва фотоматеріалів промисловим способом, тоді як до цього фотографи виготовляли їх самостійно. Суха фотоемульсія, завдяки появі рулонних фотоплівок на гнучкій підкладці і похідної від них кіноплівки, започаткувала створення кінематографа. Особливості будови желатинового фотошару дозволили отримати значення світлочутливості, недосяжні для жодної з попередніх технологій. Велику роль зіграла поява аматорських фотоапаратів з рулонним негативним фотопапером, виробництво яких 1885 року налагодив Істмен. Ці бокс-камери поклали початок розвитку портативних фотоапаратів, розрахованих на роликову фотоплівку. 1879 року Джозеф Свон використовував желатиносрібну фотоемульсію для виробництва фотопаперів із хімічним прояволенням. Незабаром це привело до майже повної відмови від фотопаперів із «денним проявленням», які швидко вицвітали, — альбумінового і целуїдинового — придатних тільки для контактного друку. 1894 року паперову підкладку почали покривати баритовим підшаром (піддавати баритажу), що запобігав просочуванню емульсії між волокнами, і підвищував білизну. З цієї причини желатиносрібні фотопапери в побуті отримали назву «баритових».
Високочутливі желатинові фотопапери відкрили епоху малоформатної фотографії, яка потребує збільшення. Желатиносрібні фотопапери використовували аж до витіснення в 2000-их роках цифровим друком, який виявився дешевшим і не потребував складної лабораторної обробки. Ручний чорно-білий фотодрук на папері з желатиносрібною емульсією нині перейшов у розряд ексклюзивних технологій, яку галеристи називають срібним фотодруком.